# Дьюкинк, Эверт Августус
Эверт Августус Дьюкинк (23 ноября 1816 — 13 августа 1878) — американский издатель и биограф. Он был связан с литературным движением «Молодая Америка» в Нью-Йорке.

## Биография
Эверт родился 23 ноября 1816 года в Нью-Йорке в семье Эверта Дьюкинка, его отец был издателем. Эверт-младший окончил Колумбийский колледж, где он был членом Филолексийского общества, в 1835 году. Затем он изучал право с Джоном Антонием и был принят в адвокатуру в 1837 году. Следующий год он провел в Европе. Перед отъездом за границу он написал статьи о поэте Джордже Крэббе, произведениях Джорджа Герберта и Оливера Голдсмита для New York Review. В 1840 году он вместе с Корнелиусом Мэтьюз начал вести ежемесячный журнал под названием «Арктур», который выходил до 1842 года. New York Tribune прокомментировала это важное партнерство, назвав Дьюкинка и Мэтьюза «Кастором и Поллуксом литературы — Близнецами литературного Зодиака». Дьюкинк писал статьи о других авторах, находясь дома и в Европе. Между 1844 и 1846 годами Эверт стал литературным редактором журнала Джона Л. О’Салливана The United States Magazine and Democratic Review, которое переехало из Вашингтона в Нью-Йорк в 1840 году.
22 апреля 1840 года в Коннектикуте он женился на Маргарет Вулф Пантон, и у них родились дети: Эверт Август Дьюкинк II, Джордж Дьюкинк и Генри Дьюкинк (1843—1870). Все его дети умерли в достаточно молодом возрасте.
В 1845—1846 годах он редактировал серии книг «Библиотека избранного чтения» и «Библиотека американских книг» для издательства Wiley & Putnam. В 1845 году он помог Эдгару Аллану По напечатать его сборник рассказов и выбрал, какие рассказы включить. Сборник имел успех у критиков, хотя По был несколько разочарован выбором Дьюкинка. В 1847 году он стал редактором «Литературного мира», еженедельного обзора книг, написанных вместе с его братом Джорджем Лонгом Дьюкинком до 1853 года. Два брата стали неофициальными лидерами литературной сцены Нью-Йорка с 1840-х по 1850-е годы. В 1854 году братья снова объединились в подготовке «Циклопедии американской литературы» (2 тома, Нью-Йорк, 1855; расширенные ред., 1865 и 1875). Он опубликовал «Остроумие и мудрость Сиднея Смита» с мемуарами (Нью-Йорк, 1856 г.); американское издание «Поэтов девятнадцатого века» Уилрута (1858). Сразу после смерти Вашингтона Ирвинга Дьюкинк собрал и опубликовал в одном томе сборник анекдотов и черт характера автора под названием «Ирвингиана» (1859 г.); История войны за Союз (3 тт., 1861’5); Мемуары Джона Аллана (1864 г.); Стихи об американской революции с мемуарами авторов (1865); Стихи Филиппа Френо с примечаниями и мемуарами (1865); «Национальная галерея выдающихся американцев» (2 тома, 1866 г.); «История мира с древнейших времен до наших дней» (4 тома, 1870); и обширную серию «Биографий выдающихся мужчин и женщин Европы и Америки» (2 тома, 1873—184). Его последней литературной работой была подготовка вместе с Уильямом Калленом Брайантом издания Уильяма Шекспира.
Он умер 13 августа 1878 года в Нью-Йорке, штат Нью-Йорк.

## Письмо Линкольну
18 февраля 1865 года писатель Дьюкинк направил президенту Аврааму Линкольну письмо. Дьюкинк подписал письмо «Асмодей», поставив свои инициалы под псевдонимом. К его письму была приложена газетная вырезка о неуместной шутке, якобы рассказанной Линкольном на Хэмптон-роудской мирной конференции. Целью письма Дьюкинка было сообщить Линкольну о «важном упущении» в истории конференции. Он посоветовал добавить газетную вырезку в «Архив нации».

## Наследие и критика
Письмо Натаниэля Хоторна Дьюкинку относительно Мелвилла.
В январе 1879 года Нью-Йоркское историческое общество провело собрание в его память, и Уильям Аллен Батлер зачитал биографический очерк Дьюкинка. Герман Мелвилл, близкий друг Дьюкинка, с которым он часто переписывался, в своей книге «Марди» (1849) ссылается на интеллектуальный журнал Дьюкинка «Арктур», называя корабль в книге «Арктурион». Называя его «чрезвычайно скучным», автор отмечает низкий литературный уровень его команды. Дьюкинк также получил упоминание в «Басне для критиков» Джеймса Рассела Лоуэлла (1848 г.) со строками: «Добрый день, мистер Дьюкинк, я счастлив встретиться с таким зрелым ученым и таким аккуратным критиком» .Чарльз Фредерик Бриггс отметил способности Дьюкинка в «искусстве пыхтения», высоко оценив работы, которые этого заслуживали. Эдвин Перси Уиппл укоризненно назвал Дьюкинка «самым бостонским из жителей Нью-Йорка». Уильям Аллен Батлер отметил, что его вкус к литературе был слишком высок для большинства читателей: «Хотя Дьюкинк был самым доброжелательным из товарищей и самым беспристрастным из критиков, он был слишком затворником, похороненным в своих книгах, почти одиноким в жизни».

## Почести и звания
Избран членом Американского антикварного общества в 1855 году..